# Eswars
Eswars é uma comuna francesa na região administrativa de Altos da França, no departamento do Norte. Estende-se por uma área de 2.78 km². Em 2010 a comuna tinha 359 habitantes (densidade: 129,1 hab./km²).